# دیوار ندبه

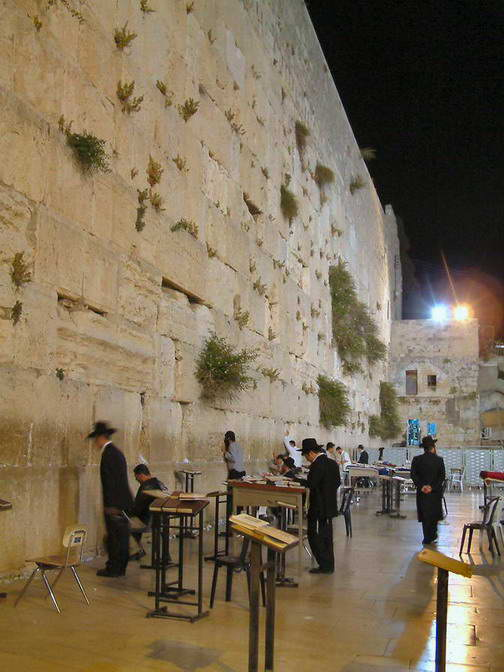
نمایی از دیوار براق در شب

دیوار غربی، مقدسترین مکان مذهبی یهودیان است که یهودیان آن را دیوار ندبه (به معنای تضرع و مویه) می‌خوانند بر روی تپه موریا در شهر اورشلیم قرار دارد. به باور یهودیان دیوار ندبه از آخرین باقی‌مانده‌های هیکل سلیمان و دومین پرستش‌گاه اورشلیم و مرکز دعا و منبع الهام برای یهودیان در اسراییل و سراسر جهان می‌باشد. مسلمانان آن را دیوار بُراق (به عربی: حائِط البُراق) می‌خوانند و معتقدند پیامبر اسلام مرکب خود را در شب معراج به آن بست. در نماز سه‌گانه روزانه یهودیان جهان، مختصات این مکان به عنوان قبله استفاده می‌شود.

## تاریخچه
به اعتقاد یهودیان، این دیوار بخش باقی‌مانده از دیوار هیکل سلیمان یا معبد باستانی یهودیان است که در اورشلیم ساخته شده‌بود و بعدها توسط رومی‌ها، ویران شد. سندیت و تحقق تاریخی دیوار ندبه با سنت، تاریخ، و تحقیقات باستان‌شناختی تأیید شده‌است. قدمت این دیوار به سدهٔ دوم پیش از میلاد بازمی‌گردد هرچند قسمت فوقانی آن در ادوار پسین‌تری بدان اضافه شده‌است. اسناد و متونی که به بقای این دیوار اشاره می‌کنند متفاوت هستند: برخی بر آنند که خداوند این پاره از دیوار را برای قوم یهود نگه‌داشته، برخی برآنند که وسپاسیان، امپراتور روم در ۷۰ میلادی، آن را به‌عنوان یادآوری دردناک از شکست استان یهودیه از رومیان جاگذاشته‌است.
یهودیان هر روز جمعه در جلو آن گرد می‌آمده‌اند و بر ویرانی بیت‌المقدس شیون و ندبه می‌کرده‌اند. این رسم از سدهٔ نخست میلادی سابقه داشته‌است.

## اهمیت جغرافیایی دیوار ندبه
دیوار ندبه قسمتی از دیوار غربی مسجدالاقصی می‌باشد که برای یهودیان، مسیحیان و مسلمانان بسیار مقدس است و پیروان ادیان ابراهیمی در این مکان به عبادت می‌پردازند.

## تولیت و امکان بازدید

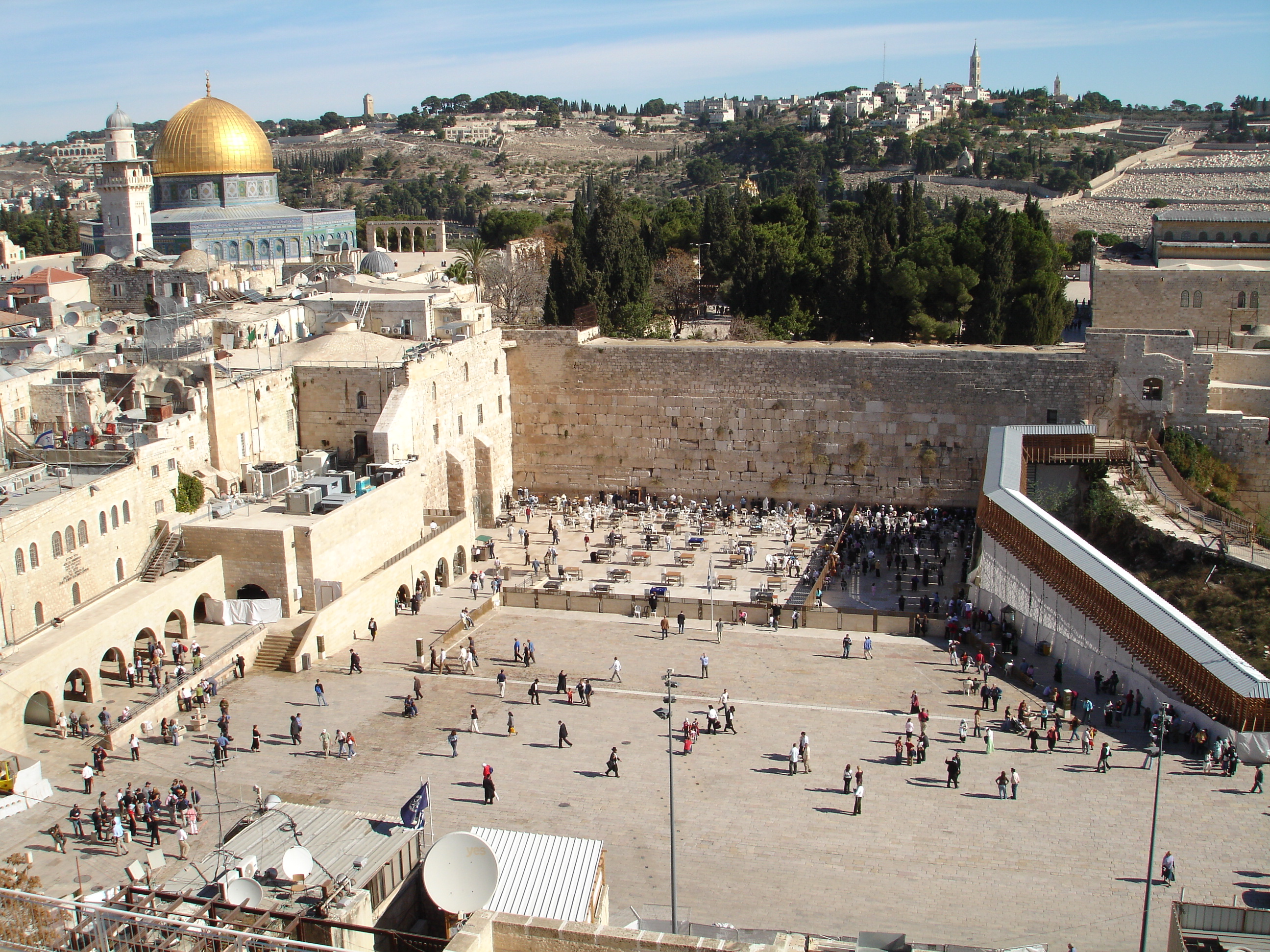

دیوار ندبه در تولیت بنیاد کوتل قرار دارد که به وزارت امور مذهبی اسراییل وابسته‌است.

## نیایش جداگانه مردان و زنان
اداره امور این دیوار به عهده یکی از سنتی‌ترین مراجع مذهبی اسرائیل است که عبادت زنان و مردان را در کنار هم ممنوع می‌داند و فقط بخش کوچکی از دیوار را به زنان اختصاص داده‌است. تصمیم دولت اسرائیل برای لغو طرح مربوط به اجازه نیایش زنان در کنار مردان در پای دیوار ندبه با اعتراض و انتقادهای شدیدی مواجه شده‌است. سنت‌گرایان افراطی تاکنون مانع از اجرای آن شدند و اکنون دولت اسرائیل طرح تصویب شده را لغو کرده و احتمالاً به دنبال ارائه طرح دیگری خواهد بود. دولت بنیامین نتانیاهو روز یکشنبه ۲۵ ژوئن ۲۰۱۷ (چهارم تیر ۱۳۹۶) رای به لغو این طرح داد، طرحی که گروه‌های مختلف جامعه به خصوص زنان برای آن بیش از دو دهه تلاش کرده بودند. این تصمیم خشم زنانی را برانگیخته که در بیست و هفت سال گذشته برای حق عبادت در کنار مردان تلاش کرده‌اند و هر ماه به عنوان اعتراض در مقابل دیوار تجمع کرده و گاهی کارشان به درگیری با پلیس یا بازداشت کشیده بود. این فعالان همچنین خواهان لغو ممنوعیت دعا خواندن زنان با صدای بلند و ممنوعیت قرائت تورات هستند. در همین حال سنت‌گرایان افراطی از تصمیم جدید دولت استقبال کرده و از این که دولت اسرائیل ارزش‌های سنتی را زیرپا نگذاشته اظهار رضایت کرده‌اند.

## جستارهای وابسته
